# Fahd bin Saad Al Saud
Prinz Fahd bin Saad bin Abdullah bin Abdulaziz bin Abdullah bin Turki Al Saud (arabisch فهد بن سعد بن عبد الله بن عبد العزيز بن تركي آل سعود, DMG Fahd b. Saʿd b. ʿAbd Allāh b. ʿAbd al-ʿAzīz b. Turkī Āl Saʿūd) ist ein saudi-arabischer Politiker und Mitglied der Saudi-Dynastie. Seit April 2023 ist er Gouverneur des Gouvernorats Diriyya.

## Leben
Fahd entstammt einer Nebenlinie der Saudi-Dynastie und ist väterlicherseits ein Urururenkel des Emirs Turki, des Urgroßvaters des Staatsgründers und ersten Königs Ibn Saud.
Im Mai 2021 heiratete er Hussa bint Salman, die Tochter König Salmans. Die Hochzeitsfeier soll mehr als 15 Millionen Dollar gekostet haben. Allein der einstündige Auftritt der syrischen Sängerin Assala Nasri soll eine Million Dollar gekostet haben.
Seine spätere Ehefrau wurde 2019 in Paris verurteilt, da sie unter anderem ihrem Leibwächter befohlen hatte, einen französischen Handwerker zu schlagen, und wird seit 2017 per Haftbefehl von der französischen Justiz gesucht. Laut der Süddeutschen Zeitung taucht sie in den Panama Papers auf. Sie ist bereits Mutter von einem Sohn und drei Töchtern aus einer früheren Ehe mit dem Prinzen Mamdouh bin Abdul Rahman, einem Enkel ihres Onkels König Saud. Dieser war von 2005 bis 2006 Präsident des Fußballvereins Al-Nassr FC, des derzeitigen Arbeitgebers von Cristiano Ronaldo. Gegen Mamdouh wurde 2015 wegen rassistischer Äußerungen ein einjähriges Stadionverbot ausgesprochen.
Am 2. April 2023 wurde Fahd durch ein Dekret seines Schwiegervaters, König Salman, zum Gouverneur von Diriyya ernannt und ersetzte damit Ahmed bin Abdullah Al Saud in diesem Amt. Zuvor war er als Berater im saudischen Innenministerium tätig gewesen.